# Micropogonias ectenes
Micropogonias ectenes är en fiskart som först beskrevs av Jordan och Gilbert 1882.  Micropogonias ectenes ingår i släktet Micropogonias och familjen havsgösfiskar. IUCN kategoriserar arten globalt som livskraftig. Inga underarter finns listade i Catalogue of Life.